# Предел возможного
«Предел возможного» — советский пятисерийный телевизионный художественный фильм 1984 года, снятый режиссёрами Павлом Коганом и Петром Мостовым. Премьера фильма состоялась 13 ноября 1984 года на Центральном телевидении СССР.

## Сюжет
Фильм рассказывает о судьбе Игната Матвеевича Ремеза, который прошел путь от молодого инженера с 1930-х годов до руководителя завода в годы Великой Отечественной войны и создания нового завода в мирное время 1960-х годов.
В 1981 году по одноимённому роману был поставлен телеспектакль Ленинградского академического театра драмы им. А. С. Пушкина (Александринский театр). В роли Игната Ремеза — Виталий Соломин .
Прототипом Игната Ремеза стал Герой Социалистического Труда Исаак Зальцман.

## В ролях
- Виталий Соломин — Игнат Матвеевич Ремез — инженер, позже — директор танкового завода, директор завода электростали в Новоярске
- Юрий Кузнецов — Степан Тимофеевич Бортов, рабочий завода, позже — директор завода в Ярске
- Авангард Леонтьев — Константин Голиков, рабочий завода, позже — инженер и ученый
- Ирина Бразговка — Елена Голикова, журналистка, жена Константина Голикова, позже — жена Игната Ремеза
- Андрей Болтнев — Сергей Сергеевич Долгов, директор оборонного завода
- Евгений Евстигнеев — Андрей Кириллович Куликов, профессор, главный конструктор танкового завода
- Александр Пашутин — Юрий Степанович Соколов, инженер, позже — заместитель директора завода в Новоярске
- Валентин Смирнитский — Семён Андреевич Куликов, сын профессора Куликова, инженер
- Юрий Ступаков — Дмитрий Сергеевич Рокотов, секретарь обкома, позже заместитель министра
- Василий Корзун - председатель партийной комиссии из Москвы
- Владимир Земляникин — Виталий Николаевич Свиридов, следователь НКВД на пенсии
- Елена Ивочкина — Людмила Владимировна, аспирантка Куликова, инженер, первая жена Ремеза
- Герберт Дмитриев - член партийной комиссии из Москвы
- Марина Шиманская — Ася, дочь Елены и Константина Голикова
- Тамара Логинова — Наталья Михайловна Сапожникова, жительница Ярска, мать Елены Голиковой
- Михаил Орлов — министр
- Владимир Бамдасов - Сидоров

## Съёмочная группа
- Авторы сценария: Иосиф Герасимов, Александр Горохов
- Режиссёры-постановщики: Павел Коган, Петр Мостовой
- Оператор-постановщик: Валентин Халтурин
- Композиторы: Евгений Крылатов, Георгий Фиртич
- Художник-постановщик: Виктор Монетов